# 학다리중학교
학다리중학교(鶴다리中學校)는 전라남도 함평군 학교면 사거리에 있었던 사립 중학교이다.

## 학교 연혁
- 1945년 9월 30일: 학교(鶴橋)초급중학교 설립 인가
- 1945년 12월 5일: 학교(鶴橋)초급중학교 개교
- 1947년 8월 18일: 학다리중학교로 개명
- 1947년 8월 18일: 재단법인 학교의숙 설립인가, 초대 김태일 이사장 취임
- 1951년 8월 31일: 학다리중학교 6학급, 학다리고등학교 6학급으로 분리
- 1964년 1월 25일: 학교법인 학교의숙으로 조직변경 인가
- 2012년 10월 26일: 학교법인 학교의숙 제20대 양한모 이사장 취임
- 2016년 9월 1일: 제12대 최이규 교장 취임
- 2017년 1월 6일: 제70회 46명 졸업(총 13,493명 배출)
- 2017년 3월 1일: 공립 학다리중학교 전환
- 2017년 8월 31일: 폐교 및 함평중학교로 통합[1], 72년만에 폐업

## 참고 자료
- 학다리중학교 - 한국교육학술정보원 학교알리미